# Ribeira Grande (Republica Capului Verde)
Ribeira Grande este un oraș în Santo Antão în Republica Capului Verde.